# 241538 Чуднів
241538 Чуднів (241538 Chudniv) — астероїд головного поясу, відкритий 10 березня 2010 року в Андрушівці.